# 藤田香
藤田香（1971年1月24日—2018年7月13日），日本女性插畫家。B型血。

## 人物簡介
代表作有擔任遊戲人物設定的《幻想水滸傳III》和《幻想水滸傳V》；小說插圖的《黑魔女學園》系列和《模造王女騷動記》系列。及幫〈青鳥文庫〉（講談社）官方吉祥物角色進行造型設計。
2018年7月13日因胰臟癌去世，享年47歲。

## 主要作品一覧

### 遊戲
- 幻想水滸傳III（人物設定）
- 幻想水滸傳V（日语：幻想水滸伝V）（人物設定）

### 插圖
兒童文學
- Neo少年偵探系列（著：蘆邊拓，部）
- 黑魔女學園系列（著：石崎洋司，青鳥文庫（日语：青い鳥文庫））三采文化
- 系列（著：石川宏千花，講談社文庫（日语：講談社文庫））
- 博士探偵日記系列（著：石崎洋司，青鳥文庫）
- 小公主 新裝版（著：法蘭西絲·霍森·柏納特、翻譯：曾野綾子，青鳥文庫）
- 小婦人 新裝版系列（著：露意莎·梅·奧爾柯特、翻譯：谷口由美子（日语：谷口由美子），青鳥文庫）
- 衣世梨的魔法記事本系列（著：那須正幹，Poplar Pocket文庫（日语：ポプラポケット文庫））
- 跑吧！美樂斯 太宰治名作精選（著：太宰治、注釋&解說：齋藤孝（日语：齋藤孝 (教育学者)），角川翼文庫（日语：角川つばさ文庫））
- 平家物語 平清盛系列（著：那須田淳，角川翼文庫）
- 秘密花園系列（著：法蘭西絲·霍森·柏納特、翻譯：谷口由美子，青鳥文庫）
- 魔女騎士系列（著：石崎洋司，青鳥文庫）
- 初三志 、英傑出！（著：水島朱音、榎本事務所，角川翼文庫）
- 青鳥文庫（著：岩貞留美子（日语：岩貞るみこ），講談社文庫）
- 魔女校物語 最高（著：石崎洋司，青鳥文庫）

輕小說
- 惡魔同盟（日语：悪魔のミカタ）（著：上尾久光（日语：うえお久光），電撃文庫）台灣角川
- Just Boiled O'clock（著：久光著，電撃文庫）
- Odd-eyes（著：星野亮，富士見Fantasia文庫）
- TSUBASA翼 (麻生俊平著)系列（著：麻生俊平，MF文庫J）
- 雛 ～青葉若葉の恋道中！～（著：小川苛，B's-LOG文庫（日语：ビーズログ文庫））
- Blind Escape（著：樹川聰美（日语：樹川さとみ），富士見Mystery文庫）
- 緋誰（著：秋田雅（日语：秋田みやび）、案：安田均（日语：安田均），富士見Fantasia文庫）
- 絕代雙驕系列（著：古龍、翻譯：川合章子，GAMECITY文庫（日语：GAMECITY文庫））
- 模造王女騷動記系列（著：一郎，HJ文庫）東立出版社
- Dragon Fly！（著：諸星崇，朝日小說（日语：朝日ノベルズ））
- 伯爵與第十五年的新娘 ～請讓這場婚禮無效！～ （著：廣野未沙，Neos Blossom Side）
- 雨日（著：月玖詩，新紀元社文庫）
- 。系列（著：山田丸，ES-novel）

一般小說
- 同行屋稼業系列（著：中里融司，光文社時代小說文庫）
- 浪華疾風傳AKANE系列（著：築山桂，Poplar文庫Pureful（日语：ポプラ文庫ピュアフル））

其它
- 水瓶戰記（Broccoli）
- 來寫輕小說吧！（著：榎本秋，寶島社）
- 少年系輕小說最強指南！（著：榎本秋，NTT出版）
- 可以成為輕小說作家系列（著：榎本秋，新紀元社（日语：新紀元社））
- 完全圖說·戰國姬君列傳（著：榎本秋，朝日新聞出版）
- 15分！業！英語CD-ROM（Benesse Corporation（日语：ベネッセコーポレーション））
- 夢物語 魔女子（芝田勝茂編，Poplar社（日语：ポプラ社））
- 怪談系列（魔夜妖一、幻咲麗、馬克·矢崎治信（日语：マーク・矢崎治信）、夜羽留香監修，成美堂出版（日语：成美堂出版））
- 漫畫Wonder Science 大冒險！ 恐龍探險隊（福井縣立恐龍博物館監修，寶島社）
- ！！（著：立原繪里香（日语：立原えりか），講談社）
- 角川漫畫學習系列 日本的歷史 - 第4冊：武士的覺醒－（KODOKAWA）[2]

### 畫冊
- Fs5 藤田香ARTWORKS（enterbrain刊， 2008年3月27日發行）

## 外部連結
- ♥ Fs5 ♥ （日語）－藤田香的官方個人網站（2016年3月13日最後更新）。